# Parque natural provincial Monte Loayza
El parque natural provincial Monte Loayza es un área protegida de la provincia de Santa Cruz, República Argentina.
Fue creada como reserva natural por disposición n.º 14 del año 1989 del Consejo Agrario Provincial y elevado a parque en 2015. El objetivo de la misma era crear un área de uso científico exclusivo, y por lo tanto, no apto para la explotación turística. Posteriormente se creó como reserva provincial en el año 2004 por medio de la ley provincial n.º 2737. 
La ley n.º 3454 sancionada por la Legislatura de Santa Cruz el 24 de septiembre de 2015 elevó a parque natural provincial la reserva provincial.
Esta reserva se ubica al sur del golfo San Jorge, comprendido entre punta Nava al oeste y bahía Sanguinetti (o Sanguinetto) al este. Aproximadamente comprende 20 kilómetros de costa, y abarca aproximadamente 1500 has de extensión, ya que la reserva protege una angosta franja paralela a la costa (de 200 metros de ancho a partir de la línea más alta de mareas). En todo su perímetro no costero limita con la Reserva Asociada de Amortiguación Cañadón del Duraznillo, de 1.340 hectáreas.

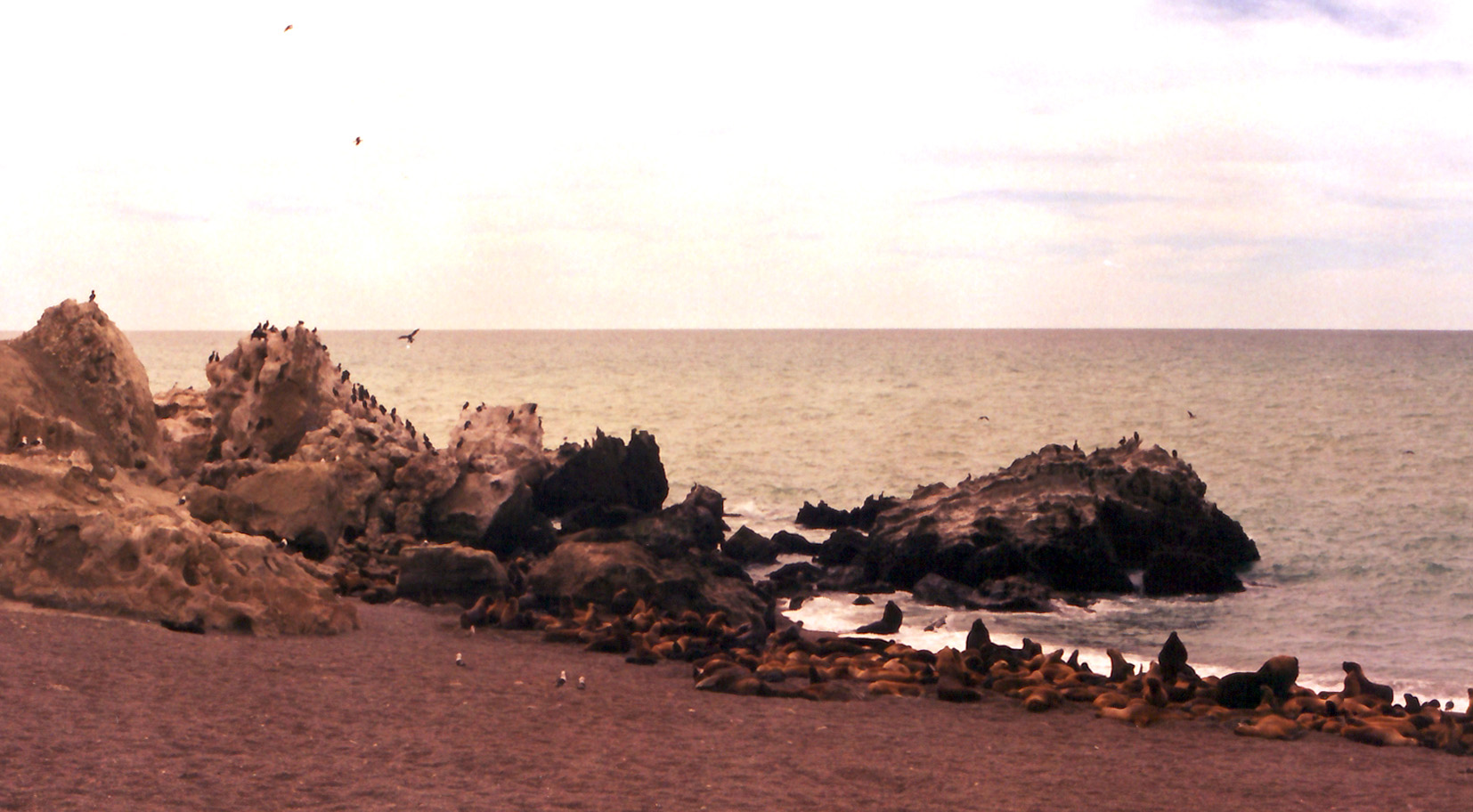
Vista de la lobería cerca de El Duraznillo (foto tomada en enero, es decir en verano austral, de 2000).

Se trata de una área utilizada como hábitat crítico por numerosas especies marinas, en especial una importante variabilidad de aves marinas. Se destaca un asentamiento de cría y reproducción de lobo marino de un pelo (Otaria flavescens), así como colonias de varias especies de cormoranes: imperial, real, de cuello negro y gris. También nidifican en esta zona especies de gaviotines: real, de pico amarillo o brasilero y sudamericano; además de gaviotas cocineras y australes. En menor medida, y principalmente en ciertas épocas del año, es posible observar la presencia de pingüinos de penacho amarillo y albatros de ceja negra. También se ha mencionado la presencia de varios cetáceos cerca de la costa, como orcas, delfines oscuros y toninas overas. También es frecuentada por elefantes marinos, palomas antárticas y petreles gigantes. Estos últimos se hacen presentes, en cantidad llamativa, para alimentarse de restos de cachorros y placentas de lobos marinos.
Además es posible observar en las cercanías la fauna típica de la meseta patagónica, como guanacos, choiques, zorros grises y colorados y zorrinos, así como varias especies de águilas moras, caranchos, etc.

## Faro Monte Loayza
En las cercanías se encuentra el Faro Monte Loayza, faro no habitado de la Marina Argentina. El mismo tiene una altura total de 12,5 m, pero al estar ubicado en el borde de la meseta alta patagónica, alcanza una altura total de 155 m
. Comenzó a funcionar el día 18 de julio de 1946, pero fue dejado fuera de servicio el día 15 de octubre de 1992, ya que se consideró que el faro de Cabo Blanco tenía suficiente alcance como para cubrirlo.